# 서정갑 (군인)
서정갑(徐貞甲, 1940년 11월 29일 ~ )은 대한민국의 군인 출신으로 육해공군예비역 대령연합회 회장·국민행동본부 본부장 등을 지냈다.

## 이력
연세대학교 4학년 때 ROTC 소위로 임관, 베트남 전쟁에 참전, 이 후 육군대학 행정처장·육군본부 총무과장 등을 거쳐 1992년 12월 예편하였고, 1993년부터 5년간 국방부의 육군 군사문제연구위원 등을 역임한 뒤 2001년 1월 우익성향의 단체인 국민행동본부를 창립해 《조선일보》에 햇볕정책을 비난하는 내용의 광고를 내면서 대중에게 이름을 알리기 시작했다.
2010년 1월 12일, 연세대 대학 총동문회는 서정갑에게 '자랑스러운 연세인상'을 수여했다.

## 경력
- 육군 소위 임관
- 베트남 전쟁 참전
- 육군대학교 행정처 처장
- 육군본부 총무과 과장
- 육군본부 부관차감
- 육군본부 중앙문서관리단장
- 1992년 12월 육군 대령 전역
- 1993년 2월~1998년 육군 군사문제연구위원
- 1999년 3월~1999년 4월 자유민주연합 상임고문 겸 특임행정위원
- 1999년 4월~1999년 12월 자유민주연합 당무위원 겸 행정위원
- 대한민국 ROTC중앙회 사무총장
- 민주평화통일 정책자문회의 7대 상임위원
- 민주평화통일 정책자문회의 8대 상임위원
- 민주평화통일 정책자문회의 9대 상임위원
- 재향군인회 중앙회 이사
- 반핵반김국민협의회 운영위원장
- 육해공군해병대예비역대령연합회 회장
- 밝고힘찬나라운동 사무총장
- 육해공군해병대예비역대령연합회 명예회장
- 국민행동 친북좌익척결본부 본부장.[1]

## 활동
- 2009년 3월 국민행동본부 내에 '애국기동단'을 발족했다.[2] 그에 따르면 이 단체는 "좌익세력을 법에 따라 응징하고 연방제 적화통일을 주장하는 종북 반역세력을 공동체의 적으로 규정해 제거"할 목적으로 결성되었으며 집회나 행사에 출동해 국가 안보를 어지럽히는 남한내 북한 공작원들과 그들에 의해 세뇌된 좌익세력을 응징하고 제거하는 역할을 하겠다고 주장했다.[3][4]
- 2009년 6월 15일 국민행동본부 회원들과 함께 고 노무현 전 대통령 분향소 앞에 모여 분향소 철거를 요구하다 양측의 충돌이 발생했다. 서정갑은 시민들 앞에서 가스총을 수 차례 발사하며 이 행동을 지휘했다.[5]
- 2009년 6월 24일 새벽 대한문 앞에 설치된 분향소로 국민행동본부 애국기동단, 고엽제전우회 회원들과 함께 기습적인 공격을 감행하여 노무현 전 대통령의 분향소를 파괴하고 영정을 탈취했다.[6] 서정갑은 공권력이 해야 할 일을 하지 못해 직접 해결했다며 쓰레기를 치웠을 뿐이라면서 "공중도덕을 지키고 불편함 없이 살아가는 상식적 사회가 됐으면 좋겠다"고 말했다.[7] 이에 대해 '고(故) 노무현 대통령 시민상주단'은 "그의 만행은 노 전 대통령을 잃고 오열하던 시민들에게 정신ㆍ물질적으로 막대한 피해를 줬다"라며 서정갑에게 5억원의 손해배상소송을 냈다.[8]
- 2009년 7월 30일, 이명박탄핵을위한범국민본부는 서정갑을 테러수괴로 지목하고 공개수배령을 내렸다.[9] 현재 서정갑은 노무현 대통령 분향소 영정 철거 혐으로 500만원의 벌금형을 받았다.[10] 이명박 탄핵 위한 범국민운동본부의 대표가 서정갑 국민행동본부 본부장을 비방하는 내용의 글과 사진을 게시하여 정보통신망이용촉진 및 정보보호 등에 관한 법률위반 혐의로 불구속 기소되었다. “권력의 뒤에서 정부보조금을 얻기 위해 국민들을 적으로 알고 권력을 비호하는 간신모리배들의 우두머리다. 노무현 대통령을 빨갱이라고 모함하며 사진을 짓밟고 화형식까지 거행했다”는 글을 올렸으나 조사 결과 그런 사실이 없었던 것으로 밝혀졌다.[11]
- 2010년 1월 12일 연세대 총동문회는 김동건 한국아나운서클럽회장, 김모임 전 보건복지부 장관과 함께 서정갑에게 '2010 자랑스러운 연세인상'을 수여했다. 연세대 총동문회측은 서정갑씨가 전사자 기록 찾기 운동 등을 통해 대한민국의 정체성을 지키기 위해 앞장선 경력 등을 인정받아 수장자로 선정했다고 밝혔다. 서정갑씨는 “나라를 위해 더욱 열심히 봉사하라는 명령으로 생각한다" "다시는 나라가 이념적으로 흔들리는 일이 없길 바란다"고 밝혔다.[12] 이에 대해 "서정갑을 혐오스럽게 생각하는 연세인 일동"과 연세대 80년~89년 총학생회 회장단 모임은 "부끄럽고 창피하다"면서 "시위 현장에서 가스총을 난사하고 노무현 전 대통령의 분향소를 훼손한 반인륜적 행위를 저지른 서정갑은 자유와 인권을 중시하는 연세대인의 치욕이며 국민에게 대신 사과한다"라며 한겨레신문에 서정갑의 수상을 비판하는 광고를 투고하였다.[13]

## 학력
- 연세대학교 행정학과 학사(ROTC 소위 임관)
- 육군보병학교 졸업
- 미국 버지니아 종합군사학원 졸업
- 미국 미주리 종합군사학원 졸업
- 국방대학교 행정학사
- 경기대학교 안보대학원 행정학 석사

### 비학위 수료
- 육군대학교 국방참모연수교육과정 수료

## 수상 경력
- 1977년 보국포장 수상
- 1977년 미 육군 공로훈장 수상
- 1982년 보국훈장 삼일장 수상
- 1988년 대통령 표창 수상
- 2003년 자랑스러운 연세인 ROTCIAN 에 선정
- 2004년 美대사관 감사장 수상[1][14]

## 저서
- 싸웠다 그리고 이겼다(국민행동본부,투쟁의 기록)(발행인 조갑제,조갑제닷컴, 2007)

## 비판
- 서정갑과 그가 포함된 애국기동단을 두고 일부 언론과 시민들은 보수단체의 테러부대라고 반발했다.[15]
- 연세대 총학생회장 모임은 서장갑의 자랑스러운 연세인상 수상에 대해 "고 노무현 전 대통령 분향소에 가스총과 3단봉을 들고 무장난입해 강제로 파괴하는 등 사회적으로 여러 차례 물의를 일으킨 바 있는 서 본부장의 수상에 반대한다"고 밝히고 불만의 표시로 신문에 광고를 개제했다. .[16]
- 2011년 1월, 특수공무집행방해치상죄로 징역 1년 6월에 집행유예 2년을 선고받았다.[17]

## 같이 보기
| - 조갑제 - 김동길 - 이선호 - 이동복 - 이주천 - 이회창 - 송복 - 홍관희 - 윤치영 - 이승만 - 김규식 - 선우휘 - 손충무 | - 이도형 - 김대중 - 류근일 - 박홍 - 이상돈 - 전원책 - 박관수 - 박찬성 - 김성욱 - 이주천 - 김필재 - 이철승 - 지만원 | - 김동문 - 박용만 - 니시오카 쓰토무 - 북한에 납치된 일본인을 구출하기 위한 전국협의회(구출회)(ja:北朝鮮に拉致された日本人を救出するための全国協議会) - 새로운 역사 교과서를 만드는 모임 - 일본의 우익 단체 - 송몽규 - 윤동주 - 오선화 - 진중권 |